# 千代田稲荷神社 (渋谷区)

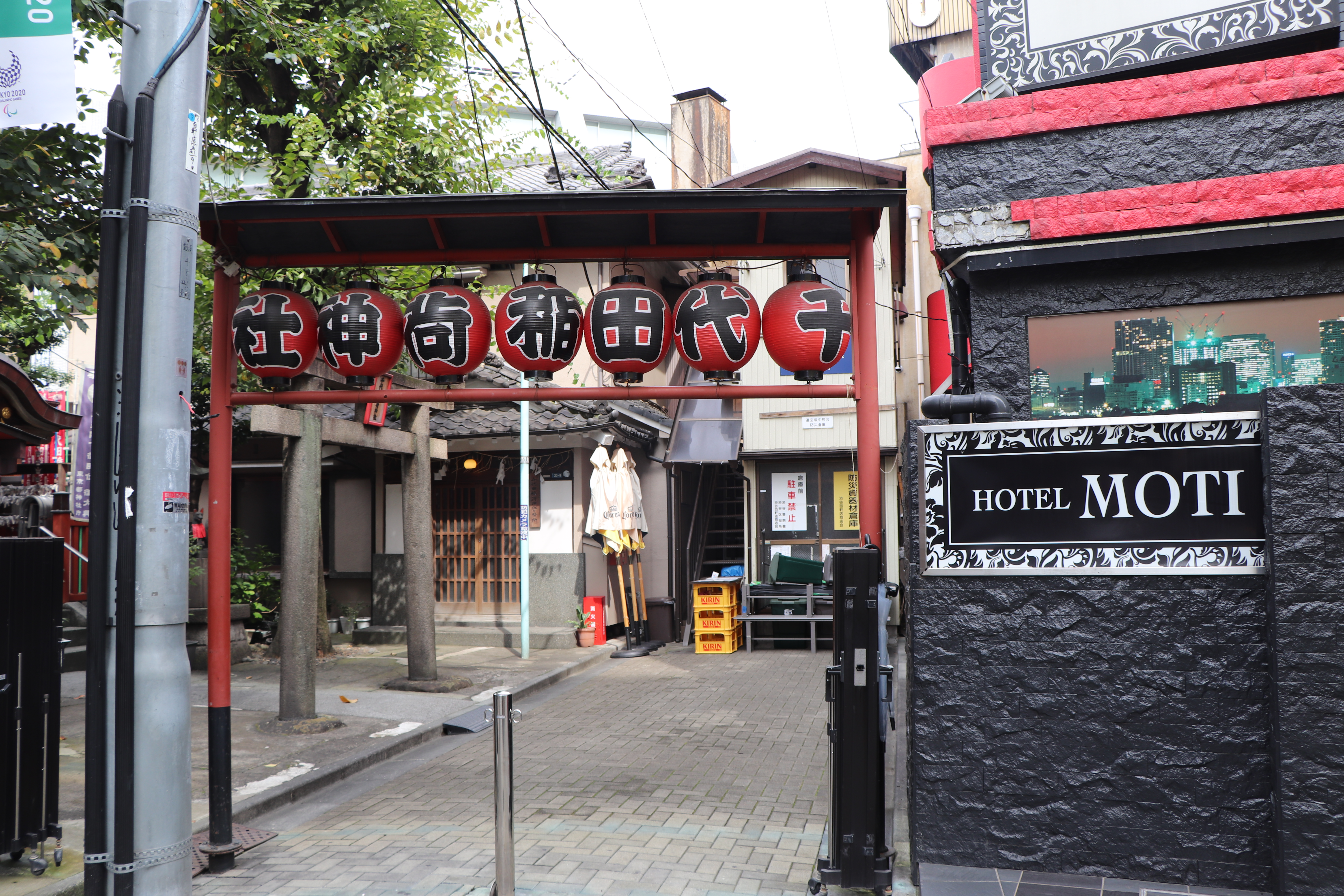
境内の入り口

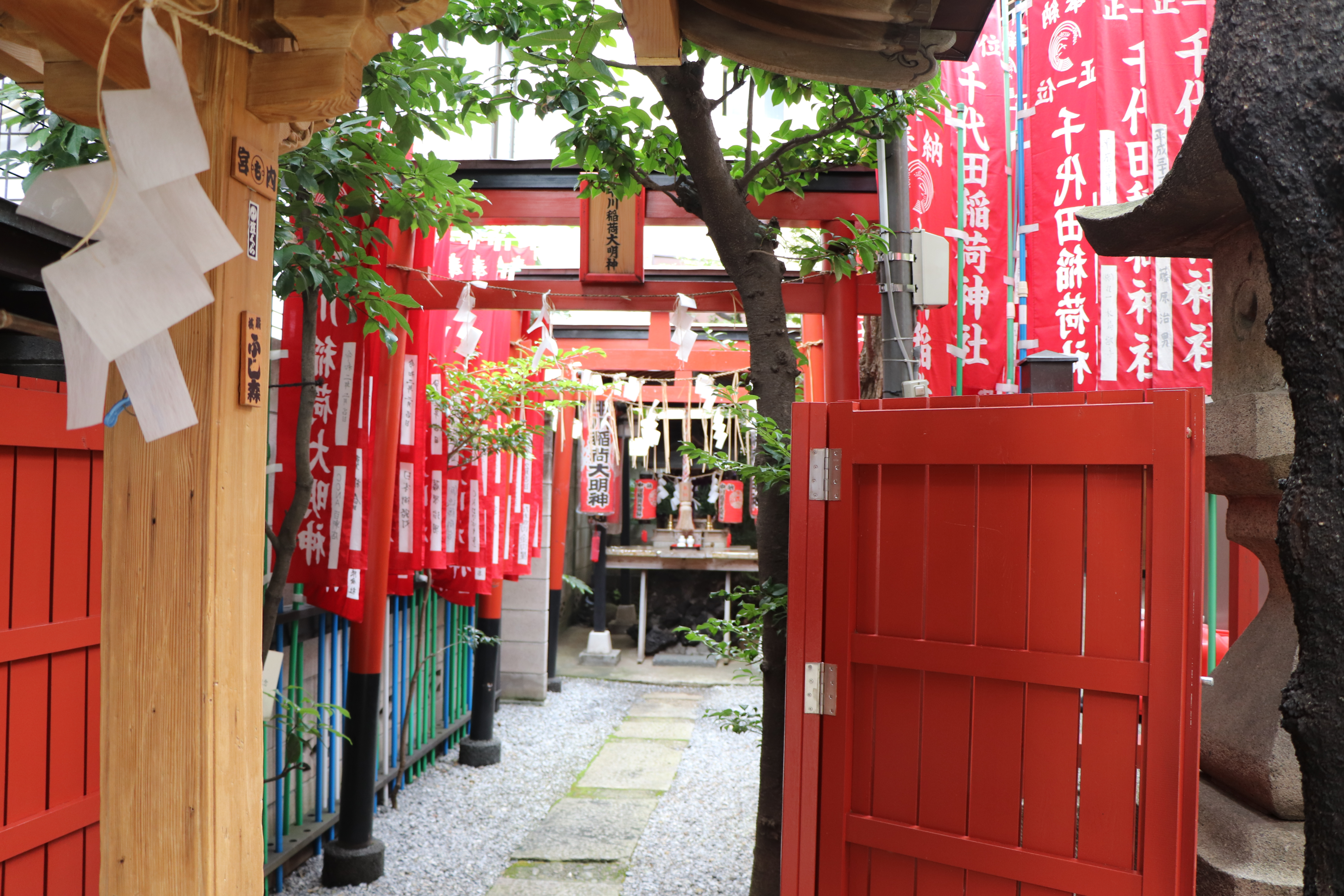
中川稲荷神社（中川稲荷大明神）

千代田稲荷神社（ちよだいなりじんじゃ）とは、東京都渋谷区道玄坂の百軒店（ひゃっけんだな）にある神社。下述するように、元々は宮益坂に鎮座していた。

## 概要
JR渋谷駅の北西、道玄坂中央の「道玄坂交差点」から北西に伸びる「百軒店（ひゃっけんだな）商店街」の通りの突き当たりに鎮座している。
長禄元年（1457年）、太田道灌が江戸城築城の際に守護神として伏見稲荷を勧請したのを創始とする。徳川家康入城後、城内の紅葉山の地に遷座し、慶長7年（1602年）の城地拡張の際、渋谷宮益坂に移し、江戸城の別名を採って「千代田稲荷」と称する。附近住民の信仰篤く、殊に和宮御降嫁の際に奇瑞を現わし、途中を守護したので、着城後代参あり、鳥居等多くの寄進があった。『江戸名所図会』にも載った他、歌川芳員らの浮世絵にも描かれた。
大正12年（1923年）の関東大震災を機に渋谷百軒店に遷座し、その後戦災により社殿その他建造物を焼失したので、役員総代等力を協して復興に尽力し、いち早く仮殿を建て維持運営に勤む。その後すぐ近くに適地を求めて境内地を移し、元梨本宮家の邸内社を譲り受け改装して新社殿とし、社務所・水舎・鳥居・灯籠・神輿庫等を建設し、従来より当地の守神であった「中川稲荷神社」を末社として奉斎、昭和27年（1952年）これら全施設の完成を達成し盛大なる奉祝祭を執行した。

## 境内社
- 中川稲荷神社（中川稲荷大明神）